# Malesherbes
Malesherbes is een plaats en voormalige gemeente in het Franse departement Loiret in de regio Centre-Val de Loire en telt 6097 inwoners (2005).

## Geschiedenis
Op 1 januari 2016 fuseerden de gemeenten van het gemeentelijk samenwerkingsverband Communauté de communes du Malesherbois tot de huidige gemeente Le Malesherbois, waarvan Malesherbes de hoofdplaats werd. Deze gemeente maakt deel uit van het arrondissement Pithiviers.

## Geografie
De oppervlakte van Malesherbes bedraagt 17,6 km², de bevolkingsdichtheid is 346,4 inwoners per km².
De onderstaande kaart toont de ligging van Malesherbes met de belangrijkste infrastructuur en aangrenzende gemeenten.

## Demografie
Onderstaande figuur toont het verloop van het inwonertal (bron: INSEE-tellingen).